# Europeiska inomhusmästerskapen i friidrott 2023 – Herrarnas 800 meter
Herrarnas 800 meter vid europeiska inomhusmästerskapen i friidrott 2023 avgjordes mellan den 2 och 5 mars 2023 på Ataköy Athletics Arena i Istanbul i Turkiet.

## Medaljörer
| Guld               | Silver                    | Brons                  |
| Adrián Ben Spanien | Benjamin Robert Frankrike | Eliott Crestan Belgien |

## Rekord
| Innan tävlingens start fanns följande rekord | Innan tävlingens start fanns följande rekord | Innan tävlingens start fanns följande rekord | Innan tävlingens start fanns följande rekord | Innan tävlingens start fanns följande rekord |
| -------------------------------------------- | -------------------------------------------- | -------------------------------------------- | -------------------------------------------- | -------------------------------------------- |
| Världsrekord                                 | Wilson Kipketer (DEN)                        | 1.42,67                                      | Paris, Frankrike                             | 9 mars 1997                                  |
| Europeiskt rekord                            | Wilson Kipketer (DEN)                        | 1.42,67                                      | Paris, Frankrike                             | 9 mars 1997                                  |
| Mästerskapsrekord                            | Paweł Czapiewski (POL)                       | 1.44,78                                      | Wien, Österrike                              | 3 mars 2002                                  |
| Världsårsbästa                               | Noah Kibet (KEN)                             | 1.44,98                                      | New York, USA                                | 11 februari 2023                             |
| Europaårsbästa                               | Tibo De Smet (BEL)                           | 1.45,04                                      | Kirchberg, Luxemburg                         | 22 januari 2023                              |

## Program
Alla tider är lokal tid (UTC+03:00).
| Datum       | Tid   | Omgång      |
| ----------- | ----- | ----------- |
| 2 mars 2023 | 19:00 | Försöksheat |
| 4 mars 2023 | 19:35 | Semifinal   |
| 5 mars 2023 | 20:22 | Final       |

## Resultat

### Försöksheat
De två första i varje heat 0Q0 samt de två snabbaste tiderna 0q0 kvalificerade sig för semifinalerna.
| Placering | Heat | Namn                   | Nationalitet            | Tid      | Noteringar |
| --------- | ---- | ---------------------- | ----------------------- | -------- | ---------- |
| 1         | 4    | Amel Tuka              | Bosnien och Hercegovina | 1.47,22  | 0Q0        |
| 2         | 1    | Catalin Tecuceanu      | Italien                 | 1.47,24  | 0Q0        |
| 3         | 1    | Adrián Ben             | Spanien                 | 1.47,32  | 0Q0        |
| 4         | 4    | Javier Mirón           | Spanien                 | 1.47,38  | 0Q0        |
| 5         | 4    | Guy Learmonth          | Storbritannien          | 1.47,51  | 0q0        |
| 6         | 3    | Eliott Crestan         | Belgien                 | 1.47,76  | 0Q0        |
| 7         | 4    | Balázs Vindics         | Ungern                  | 1.47,82  | 0q0, 0SB0  |
| 8         | 3    | Andreas Kramer         | Sverige                 | 1.47,86  | 0Q0        |
| 9         | 5    | Benjamin Robert        | Frankrike               | 1.47,92  | 0Q0        |
| 10        | 5    | Simone Barontini       | Italien                 | 1.47,94  | 0Q0        |
| 11        | 1    | Bram Buigel            | Nederländerna           | 1.47,95  |            |
| 12        | 1    | Filip Šnejdr           | Tjeckien                | 1.48,35  |            |
| 13        | 5    | Tibo De Smet           | Belgien                 | 1.48,43  |            |
| 14        | 3    | Tony van Diepen        | Nederländerna           | 1.48,50  |            |
| 15        | 1    | Abedin Mujezinović     | Bosnien och Hercegovina | 1.48,77  | 0SB0       |
| 16        | 3    | John Fitzsimons        | Irland                  | 1.49,36  |            |
| 17        | 5    | Marino Bloudek         | Kroatien                | 1.49,41  |            |
| 18        | 4    | Aurele Vandeputte      | Belgien                 | 1.49,48  | 0SB0       |
| 19        | 2    | Mateusz Borkowski      | Polen                   | 1.49,88  | 0Q0        |
| 19        | 4    | Cristian Gabriel Voicu | Rumänien                | 1.49,88  |            |
| 21        | 3    | Jan Vuković            | Slovenien               | 1.49,90  |            |
| 22        | 2    | Joonas Rinne           | Finland                 | 1.50,13  | 0Q0        |
| 23        | 1    | Robin Oester           | Schweiz                 | 1.50,40  |            |
| 24        | 2    | José Carlos Pinto      | Portugal                | 1.50,57  |            |
| 25        | 3    | Christos Kotitsas      | Grekland                | 1.50,82  |            |
| 26        | 2    | Saúl Ordóñez           | Spanien                 | 1.51,72  |            |
| 27        | 5    | Ole Jakob Solbu        | Norge                   | 1.54,10  |            |
| 28        | 2    | Mark English           | Irland                  | 9.99,99  | 0DNS0      |

### Semifinaler
De två första i varje heat 0Q0 samt de två snabbaste tiderna 0q0 kvalificerade sig för finalen.
| Placering | Heat | Namn              | Nationalitet            | Tid     | Noteringar |
| --------- | ---- | ----------------- | ----------------------- | ------- | ---------- |
| 1         | 2    | Adrián Ben        | Spanien                 | 1.46,82 | 0Q0        |
| 2         | 2    | Eliott Crestan    | Belgien                 | 1.46,84 | 0Q0, 0SB0  |
| 3         | 1    | Benjamin Robert   | Frankrike               | 1.47,11 | 0Q0        |
| 4         | 2    | Andreas Kramer    | Sverige                 | 1.47,11 | 0Q0        |
| 5         | 2    | Simone Barontini  | Italien                 | 1.47,13 | 0q0        |
| 6         | 2    | Guy Learmonth     | Storbritannien          | 1.47,50 | 0q0        |
| 7         | 1    | Amel Tuka         | Bosnien och Hercegovina | 1.47,53 | 0Q0        |
| 8         | 1    | Catalin Tecuceanu | Italien                 | 1.47,53 | 0Q0        |
| 9         | 1    | Mateusz Borkowski | Polen                   | 1.47,55 |            |
| 10        | 1    | Javier Mirón      | Spanien                 | 1.47,89 |            |
| 11        | 2    | Joonas Rinne      | Finland                 | 1.47,96 | 0PB0       |
| 12        | 1    | Balázs Vindics    | Ungern                  | 1.48,16 |            |

### Final
Finalen startade klockan 20:22.
| Placering | Namn              | Nationalitet            | Tid     | Noteringar |
| --------- | ----------------- | ----------------------- | ------- | ---------- |
| 1         | Adrián Ben        | Spanien                 | 1.47,34 |            |
| 2         | Benjamin Robert   | Frankrike               | 1.47,34 |            |
| 3         | Eliott Crestan    | Belgien                 | 1.47,65 |            |
| 4         | Amel Tuka         | Bosnien och Hercegovina | 1.47,90 |            |
| 5         | Andreas Kramer    | Sverige                 | 1.48,15 |            |
| 6         | Guy Learmonth     | Storbritannien          | 1.48,46 |            |
| 7         | Catalin Tecuceanu | Italien                 | 1.48,54 |            |
| 8         | Simone Barontini  | Italien                 | 1.48,63 |            |